# 2000年シドニーオリンピックのオランダ選手団
2000年シドニーオリンピックのオランダ選手団（2000ねんシドニーオリンピックのオランダせんしゅだん）は、2000年9月15日から10月1日にかけてオーストラリアのニューサウスウェールズ州シドニーで開催された2000年シドニーオリンピックのオランダ選手団、およびその競技結果。

## 概要
今大会は金メダル12個、銀メダル9個、銅メダル4個の合計25個のメダルを獲得した。

## メダル
| メダル | 選手名 | 競技   | 種目                   |
| ------ | --- | ------ | ---------------------- |
| 金     | ピーター・ファン・デン・ホーヘンバンド                                                                                               | 競泳   | 男子50m自由形          |
| 金     | ピーター・ファン・デン・ホーヘンバンド                                                                                               | 競泳   | 男子100m自由形         |
| 金     | ピーター・ファン・デン・ホーヘンバンド                                                                                               | 競泳   | 男子200m自由形         |
| 金     | インヘ・デブルーイン | 競泳   | 女子50m自由形          |
| 金     | インヘ・デブルーイン | 競泳   | 女子100m自由形         |
| 金     | インヘ・デブルーイン | 競泳   | 女子100mバタフライ     |
| 金     | レオンティエン・ファンモールセル | 自転車 | 女子3000m個人追い抜き  |
| 金     | レオンティエン・ファンモールセル | 自転車 | 女子個人ロードレース   |
| 金     | レオンティエン・ファンモールセル | 自転車 | 女子タイムトライアル   |
| 金     | マルク・ハイジンハ | 柔道   | 男子90kg以下級         |
| 銀     | マノン・ファン・ローアイエン ウィルマ・ファン・ライン インヘ・デブルーイン タマー・ヘンネケン ハンタル・フロート                     | 競泳   | 女子4×100m自由形リレー |
| 銀     | レオンティエン・ファンモールセル | 自転車 | 女子ポイントレース     |
| 銅     | マルティン・ザイトウェフ ヨハン・ケンクハイス マルセル・ワウダ ピーター・ファン・デン・ホーヘンバンド マルク・ファン・デル・ジーデン | 競泳   | 男子4×200m自由形リレー |